# Canelo
Canelo (Alama; pl. Canelos, Alamas), pleme američkih Indijanaca porodice kečua, koje živi na području andskog podnožja od ekvadorskog grada Puyo, pa na istok do peruanske granice. Populacija im iznosi oko 10 000 od čega 8 000 u Ekvadoru, i 2 000 u Peruu. Kraj koji nastanjuju su džungle uz rijeke Bobonaza, Conambo i Tigre.
Ekonomija se temelji na ratarstvu, uzgoj manioke i drugih kultura. žene su zadužene za sve korjenaste biljkke, a muškarci za kukuruz, duhan i banane. I muškarci i žene bave se i ribolovom. Lov je posao muškarca, dok žene i djeca odlaze u sakupljanje divljeg voća, sjemenja, i sitnijih životinja, među kojima i kornjače, rakove i drugo
Jezik Canelosa, nazivan među jezikoslovcima sjeverni pastaza quichua pripada kečuanskoj porodici i označen je identifikatorom [qvz], i ima 10 000 gvornika, a prema nekim podacima oko 20% njih govori kao drugim jezikom achuar, jednim od članova porodice jivaroan, kao i španjolskim kao drugim ili trećim jezikom.